# Sincshang állomás
Sincshang (Sinchang) állomás föld feletti metróállomás a szöuli metró 1-es vonalán. 1922-ben nyitották meg hagyományos vasútállomásként Omokjok (오목역, Omokyeok) néven, metróállomásként 2008 óta funkcionál. A Sincshangjok (Sinchangyeok) nevet 1955 óta viseli. A közeli Szuncshonhjang (Suncheonhyang) Egyetem (순천향대학교) miatt Szuncshonhjang (Suncheonhyang) állomásként is ismert.

## Viszonylatok
| 1-es vonal                                             | 1-es vonal                                | 1-es vonal                                    |
| ------------------------------------------------------ | ----------------------------------------- | --------------------------------------------- |
| Onjangoncshon (Onyangoncheon) Szojoszan (Soyosan) felé | Csanghang (Janghang) szakasz személyvonat | végállomás                                    |
| Korail                                                 |                                           |                                               |
| Onjangoncshon (Onyangoncheon) Cshonan (Cheonan) felé   | Csanghang (Janghang) vonal                | Togooncshon (Dogooncheon) Ikszan (Iksan) felé |